# Norsk biografisk leksikon

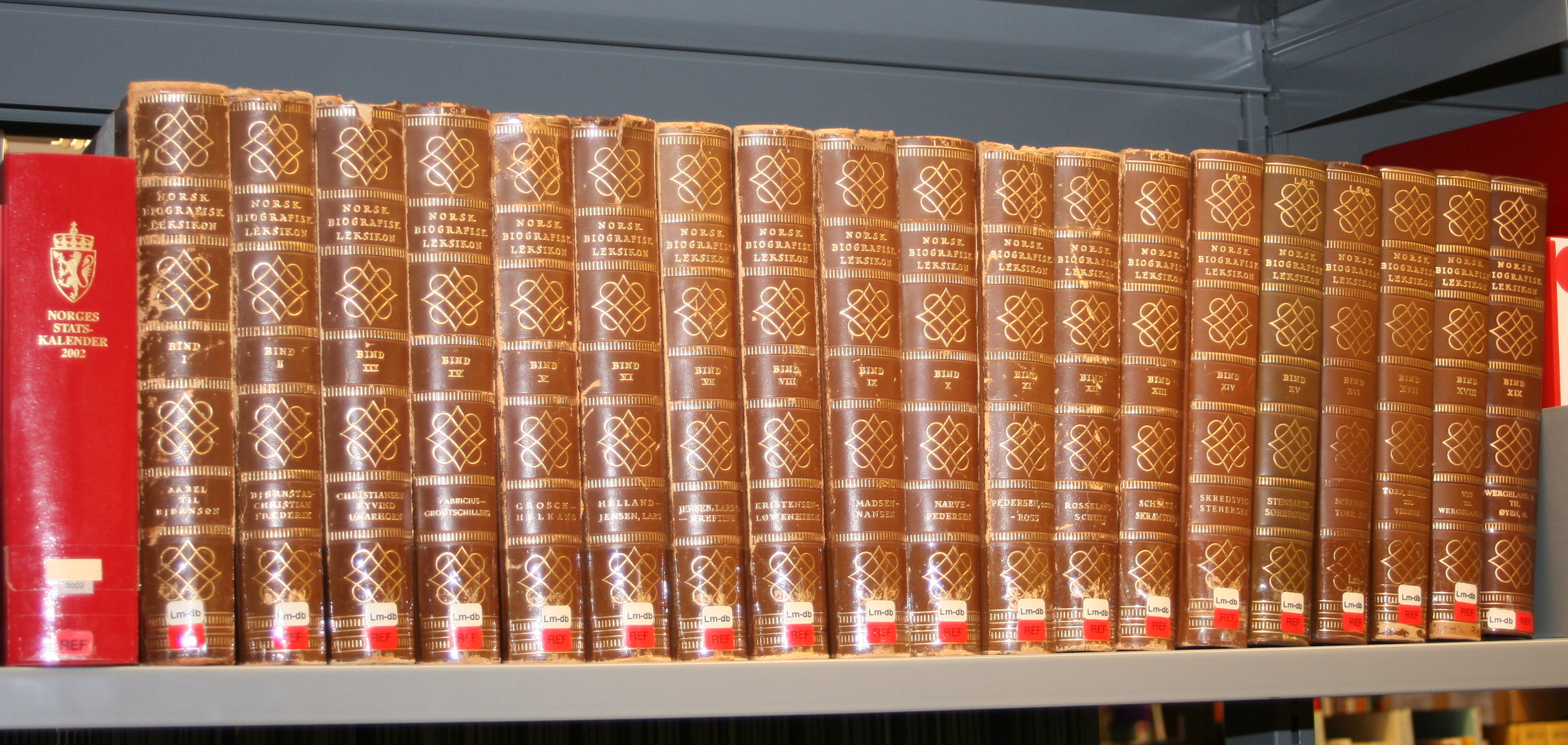
Die 19 Bände der ersten Ausgabe

Die Norsk biografisk leksikon (Norwegisches biografisches Lexikon; verkürzt NBL) ist die umfangreichste biografische Enzyklopädie Norwegens.
Die erste Ausgabe wurde in den Jahren 1921–1983 vom Verlag Aschehoug publiziert. Sie enthielt 19 Bände mit 5102 Artikeln. Die zweite Ausgabe wurde in zehn Bänden in den Jahren 1999–2005 vom Verlag Kunnskapsforlaget publiziert. Der Verlag hat finanzielle Unterstützung von der Institution Fritt Ord und vom Kulturministerium Norwegens bekommen.
Im Jahre 2006 hat man angefangen, die zweite Ausgabe der Enzyklopädie zu digitalisieren. Die Online-Ausgabe wurde 2009 veröffentlicht, zusammen mit dem Store Norske Leksikon. Die Ausgabe enthält fast 5840 Artikel.

## Liste der publizierten Bände
Liste der Bände in der ersten Ausgabe des Norsk biografisk leksikon.
- Band 1: Aabel–Bjørnson. 1923
- Band 2: Bjørnstad–Christian Frederik. 1925
- Band 3: Christiansen–Eyvind Urarhorn. 1926
- Band 4: Fabricius–Grodtschilling. 1929
- Band 5: Grosch–Helkand. 1931
- Band 6: Helland–Lars Jensen. 1934
- Band 7: Lars O. Jensen–Krefting. 1936
- Band 8: Kristensen–Løwenhielm. 1938
- Band 9: Madsen–Nansen. 1940
- Band 10: Narve–Harald C. Pedersen. 1949
- Band 11: Oscar Pedersen–Ross. 1952
- Band 12: Rosseland–Schult. 1954
- Band 13: Schultz–Skramstad. 1958
- Band 14: Skredsvig–Stenersen. 1962
- Band 15: Stensaker–Sørbrøden. 1966
- Band 16: Sørensen–Alf Torp. 1969
- Band 17: Eivind Torp–Vidnes. 1975
- Band 18: Vig–Henrik Wergeland. 1977
- Band 19: N. Wergeland–Øyen. 1983

Liste der Bände in der zweiten  Ausgabe des Norsk biografisk leksikon.
- Band 1: Abel–Bruusgaard. 1999
- Band 2: Bry–Ernø. 2000
- Band 3: Escholt–Halvdan. 2001
- Band 4: Halvorsen–Ibsen. 2001
- Band 5 Ihlen–Larsson. 2002
- Band 6: Lassen–Nitter. 2003
- Band 7: Njøs–Samuelsen. 2003
- Band 8: Sand–Sundquist. 2004
- Band 9: Sundt–Wikborg. 2005
- Band 10: Wilberg–Aavik, mit extra zusätzlichen Anhang. 2005